# Liste der Monuments historiques in Saulzet
Die Liste der Monuments historiques in Saulzet führt die Monuments historiques in der französischen Gemeinde Saulzet auf.

## Liste der Bauwerke
| Bezeichnung           | Beschreibung                       | Standort | Kennzeichnung | Schutzstatus | Datum | Bild |
| --------------------- | ---------------------------------- | -------- | ------------- | ------------ | ----- | ---- |
| Château de Beauverger | Schloss, erbaut im 15. Jahrhundert | (Lage)   | PA00093296    | Inscrit      | 1929  |      |